# 鍾煌
鍾煌（英語：Annie Chong，1984年12月5日—），原名鍾文姚，第20期無綫電視藝員訓練班畢業後加入無綫電視，香港女演員。代表作有《高朋滿座》 、《依家有喜》和《花花世界花家姐》。。2012年轉投香港電視，曾為香港電視旗下經理人合約女藝員。弟弟是同母異父的mirror成員王智德。

## 演出作品

### 電視劇（無綫電視）
| 首播   | 劇名               | 角色                                                                   |
| 2006年 | 高朋滿座           | 高蕙婷（高B）                                                          |
| 2006年 | 鳳凰四重奏         | 兔女郎、記 者                                                          |
| 2007年 | 歲月風雲           | 車迷                                                                   |
| 2007年 | 鐵咀銀牙           | 張亞好                                                                 |
| 2007年 | 同事三分親         | 店員                                                                   |
| 2008年 | 千謊百計           | 護 士                                                                  |
| 2008年 | 银楼金粉           | 尼姑                                                                   |
| 2008年 | 野蠻奶奶大戰戈師奶 | 畢平凡年青時的女友                                                     |
| 2008年 | 原來愛上賊         | Shirley                                                                |
| 2008年 | 師奶股神           | 超市職員                                                               |
| 2008年 | 法證先鋒II         | 記者                                                                   |
| 2008年 | 當狗愛上貓         | 文梓淇（Kit）（少女）                                                  |
| 2008年 | 少年四大名捕       | 娟                                                                     |
| 2008年 | 東山飄雨西關晴     | 詠竹                                                                   |
| 2008年 | Click入黃金屋      | 芳芳                                                                   |
| 2008年 | 畢打自己人         | 店員（第12集）、大學同學（第45集）、年輕妻（第117集）、Bibi（第173集） |
| 2008年 | 珠光寶氣           | 平步青雲參賽者                                                         |
| 2009年 | 學警狙擊           | 婚紗舖職員（見第19集）、珠寶店職員（見第20、26集）                     |
| 2009年 | 桌球天王           | 雷建衝Fan                                                              |
| 2009年 | 老婆大人II         | Ada（法院職員）                                                        |
| 2009年 | ID精英             | 婷                                                                     |
| 2009年 | 王老虎搶親         | 村姑                                                                   |
| 2009年 | 有營煮婦           | 售貨員                                                                 |
| 2009年 | 蔡鍔與小鳳仙       | 街坊                                                                   |
| 2009年 | 廉政行動2009       | 趙芷璿（Zoe）（少女）                                                  |
| 2009年 | 宮心計             | 瑞娥                                                                   |
| 2009年 | 巴不得爸爸...      | 點心小姐                                                               |
| 2010年 | 老公萬歲           | Cindy                                                                  |
| 2010年 | 女王辦公室         | 雷小凤（少女）/CID                                                     |
| 2010年 | 秋香怒點唐伯虎     | 小菊                                                                   |
| 2010年 | 鐵馬尋橋           | 護士                                                                   |
| 2010年 | 飛女正傳           | 護士                                                                   |
| 2010年 | 掌上明珠           | 模特兒                                                                 |
| 2010年 | 談情說案           | 謝婉儀                                                                 |
| 2010年 | 施公奇案II         | 嬌嬌                                                                   |
| 2010年 | 摘星之旅           | 急症室護士                                                             |
| 2010年 | 公主嫁到           | 夏兒                                                                   |
| 2010年 | 读心神探           | 吳美思（Meicy）                                                        |
| 2010年 | 依家有喜           | 文靜（阿蚊）                                                           |
| 2010年 | 誘情轉駁           | 旅行社職員（第13集）                                                   |
| 2011年 | 仁心解碼           | 張麗婷                                                                 |
| 2011年 | 花花世界花家姐     | 陸美芝（GiGi）                                                         |
| 2011年 | 誰家灶頭無煙火     | 賀嘉寶好友（第58集）、婚紗舖店員（第130集）                            |
| 2011年 | 不速之約           | 售貨員（第11集）                                                       |
| 2012年 | 盛世仁傑           | 綺蘭                                                                   |
| 2012年 | 拳王               | 陪酒妹（第17集）                                                       |
| 2012年 | 護花危情           | 新聞主播（第5集）                                                      |
| 2012年 | 大太監             | 瑞 祺                                                                  |
| 2012年 | 回到三國           | 雛 菊                                                                  |
| 2013年 | 愛·回家 (第一輯)   | 林律師（Eva）                                                          |

### 電視劇（香港電視）
| 首播   | 劇名           | 角色           |
| 2014年 | 來生不做香港人 | 淑 慧 （少年） |
| 2015年 | 末日+5         | 侍 應          |
| 2015年 | 夜班           | Sandy          |

### 電影
| 首播   | 劇名       | 角色 |
| 2011年 | 勁抽福祿壽 | 名模 |

## 音樂錄影
- 藍奕邦－時候尚早（2008）

## 獎項
- 提名2006年萬千星輝頒獎典禮飛躍進步女藝員—《高朋滿座》

## 外部連結
- 鍾煌(鍾文姚)-Annie Chong的Facebook專頁
- 鍾煌的Instagram帳戶